# Andrea Vötter
Andrea Vötter, född 3 april 1995 i Brixen, är en italiensk rodelåkare.

## Karriär
Vötter tävlade för Italien vid olympiska vinterspelen 2014 i Sotji, där hon slutade på 19:e plats i damernas singel. Vid olympiska vinterspelen 2018 i Pyeongchang slutade Vötter på 10:e plats i damernas singel. Hon var även en del av Italiens lag tillsammans med Dominik Fischnaller, Ivan Nagler och Fabian Malleier som slutade på femte plats i lagstafetten.
Vid olympiska vinterspelen 2022 i Peking slutade Britcher på 10:e plats i damernas singel. Hon var även en del av Italiens lag tillsammans med Leon Felderer, Emanuel Rieder och Simon Kainzwaldner som slutade på femte plats i lagstafetten.